# Edward Aggrey-Fynn
Pour les articles homonymes, voir Aggrey et Fynn.
Edward Jonah Aggrey-Fynn (24 novembre 1934 - janvier 2005) est un footballeur ghanéen des années 1960, évoluant au poste d'attaquant. Il remporte une CAN en 1963 et participe aux JO de 1964.

## Buts en sélection
| Buts connus de Edward Aggrey-Fynn en sélection | Buts connus de Edward Aggrey-Fynn en sélection | Buts connus de Edward Aggrey-Fynn en sélection | Buts connus de Edward Aggrey-Fynn en sélection | Buts connus de Edward Aggrey-Fynn en sélection | Buts connus de Edward Aggrey-Fynn en sélection | Buts connus de Edward Aggrey-Fynn en sélection |
| ---------------------------------------------- | ---------------------------------------------- | ---------------------------------------------- | ---------------------------------------------- | ---------------------------------------------- | ---------------------------------------------- | ---------------------------------------------- |
| -                                              | Date                                           | Lieu                                           | Adversaire                                     | Résultat                                       | Compétition                                    |                                                |
| 1                                              | 13 novembre 1959                               | Le Caire (Égypte)                              | République arabe unie                          | 1-2                                            | Éliminatoires des Jeux olympiques de 1960      |                                                |
| 2                                              | 28 août 1960                                   | ?                                              | Nigeria                                        | 4-1                                            | Qualifications pour la Coupe du monde 1962     |                                                |
| 3                                              | 8 octobre 1960                                 | ?                                              | Mali                                           | 5-1                                            | Amical                                         |                                                |
| 4                                              | 30 avril 1961                                  | Accra (Ghana)                                  | Nigeria                                        | 2-2                                            | Éliminatoires de la CAN 1962                   |                                                |
| 5                                              | 29 septembre 1962                              | ?                                              | Kenya                                          | 6-3                                            | Amical                                         |                                                |
| 6                                              | 15 octobre 1962                                | ?                                              | Nyassaland                                     | 12-0                                           | Amical                                         |                                                |
| 7                                              | 1er décembre 1963                              | Accra (Ghana)                                  | Soudan                                         | 3-0                                            | CAN 1963 (finale)                              |                                                |
| 8                                              | 24 février 1963                                | ?                                              | Nigeria                                        | 5-0                                            | Amical                                         |                                                |
| 9                                              | 23 février 1964                                | Accra (Ghana)                                  | Allemagne de l'Est                             | 3-0                                            | Amical                                         |                                                |

## Palmarès
/  Ghana
- Vainqueur de la Coupe d'Afrique des nations en 1963

 /  Real Republicans
- Champion du Ghana en 1963
- Vainqueur de la Coupe du Ghana en 1962 et 1963